# 沙巴海上丝绸之路学会
沙巴海上丝绸之路学会（简称沙巴海丝会）旨在研讨及深入了解历史进程，促进沿海商贸的发展及文化交流互通。